# Lobelia santa-luciae
Lobelia santa-luciae är en klockväxtart som beskrevs av Alfred Barton Rendle. Lobelia santa-luciae ingår i släktet lobelior, och familjen klockväxter. Inga underarter finns listade i Catalogue of Life.